# Châtrices
Châtrices – miejscowość i gmina we Francji, w regionie Grand Est, w departamencie Marna. Jej burmistrzem jest od 2008 r. Jean Notat.
Według danych na rok 2006 gminę zamieszkiwało 37 osób, a gęstość zaludnienia wynosiła 1 osoba/km².